# Neovalgus sikokuensis
Neovalgus sikokuensis är en skalbaggsart som beskrevs av K. Sawada 1941. Neovalgus sikokuensis ingår i släktet Neovalgus och familjen Cetoniidae. Inga underarter finns listade i Catalogue of Life.